# Leah Keshet
Leah Edelstein-Keshet é uma bióloga-matemática  Israelo-Canadense. Ela nasceu em Israel, e se mudou para o Canadá com seus pais quando tinha 12 anos. É uma professora em tempo integral na Universidade de British Columbia. Keshet escreveu o o livro SIAM Modelos matemáticos em Biologia. Em 1995, se tornou a primeira mulher a ser presidente da Sociedade de Matemática de Biologia. Em 2003, foi premiada com o Prêmio Krieger–Nelson da Sociedade de Matemática do Canadá.